# مایکل هیوز (بازیکن فوتبال)
مایکل ایمون هیوز (انگلیسی: Michael Eamon Hughes؛ زادهٔ ۲ اوت ۱۹۷۱) مربی فوتبال و بازیکن فوتبال سابق اهل ایرلند شمالی و سهامدار عمده و یکی از مالکان تیم کاریک رنجرز در لیگ برتر فوتبال ایرلند شمالی است.
او در مقام بازیکن فوتبال در پست هافبک هجومی در سطوح بالای مسابقات فوتبال برای تیم‌های مهمی همچون منچستر سیتی، وستهام یونایتد، ویمبلدون و کریستال پالاس، و از جمله در فصول متعددی در لیگ برتر فوتبال انگلستان بازی کرده‌است. او که در ابتدا فعالیت حرفه‌ای خود را در ایرلند شمالی با تیم کاریک رنجرز آغاز کرد، در لیگ ۱ برای استراسبورگ، و در لیگ فوتبال انگلستان برای بیرمنگام سیتی و کاونتری سیتی نیز بازی کرده‌است. او دوران فعالیت حرفه‌ای خود را همراه با تیم سنت نئوتز تاون، که در لیگ‌های فوتبال حضور نداشت، به پایان رساند. او در ۷۱ دیدار برای تیم ملی ایرلند شمالی بازی کرد و در این مسابقه‌ها پنج بار موفق به گل‌زنی شد.
هیوز پس از بازنشستگی به‌عنوان مدیر تیم نخست باشگاه کاریک رنجرز به این باشگاه بازگشت. او همچنین به‌عنوان مدیر اجرایی این باشگاه مشغول به کار بوده‌است و در حال حاضر یکی از مالکان این باشگاه است.

## حرفه باشگاهی
دوران فعالیت حرفه‌ای هیوز با کاریک رنجرز آغاز شد. او سپس به‌عنوان کارآموز به منچستر سیتی رفت. در اوت ۱۹۹۲ با قراردادی به مبلغ ۴۵۰٬۰۰۰ پوند به آرسی استراسبورگ منتقل شد. هیوز در طول چهار سال حضور خود در استراسبورگ، دو سال را به صورت قرضی برای وستهام یونایتد بازی کرد. در طول اولین دوره از این دو دورهٔ قرضی بود که هیوز توانست در نتیجهٔ فصل ۱۹۹۴–۹۵ لیگ برتر انگلستان اثرگذار باشد. وستهام یونایتد در آخرین روز فصل در خانه به مصاف منچستر یونایتد رفت. رقیب منچستر یونایتد برای قهرمانی بلکبرن روورز بود که در همان روز مقابل لیورپول شکست خورد. این بدان معنا بود که اگر منچستر یونایتد وستهام یونایتد را شکست می‌داد، قهرمان لیگ می‌شد. با این حال، هیوز در نیمهٔ نخست بازی وستهام یونایتد را از منچستر سیتی پیش انداخت و با وجود گل تساوی در نیمهٔ دوم توسط برایان مک‌کلیر، وستهام یونایتد تلاش کرد تا عنوان قهرمانی را به بلکبرن روورز بدهد.

### وستهام یونایتد
هیوز در ژوئیهٔ ۱۹۹۶ به وستهام یونایتد پیوست. در این خلال او به نخستین بازیکن بریتانیایی تبدیل شد که بر اساس حکم بوزمن به صورت رایگان باشگاه خود را تغییر می‌داد. در فصل بعد جو کیننیر هیوز را با قراردادی به مبلغ ۱٫۶ میلیون پوند به ویمبلدون برد.

### ویمبلدون
هیوز در سال ۲۰۰۲ درگیر اختلاف قراردادی بین بیرمنگام سیتی و ویمبلدون شد. در مارس ۲۰۰۲، هیوز به صورت قرضی سه بازی را برای بیرمنگام انجام داد، اما قبل از اینکه این باشگاه به لیگ برتر صعود کند، مصدوم شد و با یک تعویض دائمی روبرو شد. پس از آن، ویمبلدون از پس گرفتن او خودداری کرد. اختلافات متعاقب این موضوع بر سر اینکه چه کسی قرارداد او را در اختیار داشته‌است، بیش از یک سال ادامه داشت و فعالیت حرفه‌ای هیوز باید به حالت تعلیق درمی‌آمد. در اکتبر ۲۰۰۳، هیوز با کریستال پالاس (که در آن زمان به‌طور مشترک با ویمبلدون ورزشگاه سلهرست پارک را در اختیار داشت) قراردادی را امضا کرد و به توافقی خارج از دادگاه با بیرمنگام دست یافت.

### کریستال پالاس
او در پالاس به‌سرعت مورد علاقهٔ هواداران قرار گرفت و برای فصل ۲۰۰۴–۰۵ به‌عنوان کاپیتان این تیم منصوب شد.
در پی تنزل او، پست او به‌عنوان کاپیتان به فیتز هال، بازیکن مدافع تیم سپرده شد (تصمیمی که توسط مدیریت پالاس انجام شد و با بازخوردهای منفی روبرو شد). با این حال، پس از یک دوره نمایش وضعیت خوب، هیوز در ژانویهٔ ۲۰۰۶ دوباره به‌عنوان کاپیتان این تیم منصوب شد. او بعداً دوباره کاپیتانی را از دست داد و این بار این پست را به کارل فلچر سپرد. او در مهٔ ۲۰۰۷ توسط از تیم پالاس آزاد شد.
پیتر تیلور در مورد آیندهٔ هیوز در پالاس اظهار کرده‌است که «مایکل هیوز اساساً آزاد شده‌است، اما مورد او کمی متفاوت است؛ زیرا من واقعاً می‌گویم که ممکن بود بعداً چیزی از او درآید.»

### کاونتری سیتی
در ۶ ژوئیهٔ ۲۰۰۷، هیوز به مدیر سابق خود لین دووی در کاونتری سیتی پیوست و قراردادی یک ساله را با این باشگاه امضا کرد.
هیوز در ۲۲ مهٔ ۲۰۰۸ پس از انقضای قراردادش توسط کاونتری سیتی آزاد شد و در طول فصل ۲۰۰۷–۰۸ در ۱۸ بازی برای تیم اصلی این باشگاه حضور داشت. هیوز بعداً توسط کریس کولمن، مدیر جدید کاونتری، که در نهایت تصمیم گرفت قرارداد او را تمدید نکند، از این تیم نیز آزاد شد.

### سنت نئوتز تاون
هیوز در مارس ۲۰۰۹ به‌عنوان بازیکن-مربی به سنت نئوتز تاون پیوست و در کنار استیو لوماس، هم‌تیمی سابق خود در بازی‌های بین‌المللی، به فعالیت مشغول شد.

## حرفه بین‌المللی
هیوز در ۷۱ بازی ملی با تیم ملی ایرلند شمالی به پیروزی دست یافت و در این بازی‌ها پنج بار گلزنی کرد.

## حرفه مدیریتی
پس از اخراج استفن اسمال از کریک رنجرز، هیوز به‌عنوان مدیر موقت این باشگاه منصوب شد. در ۲۳ سپتامبر ۲۰۱۳، هیوز از سرمربیگری کنار رفت و گری هاورون جایگزین او شد. هیوز جایگاه خود را به‌عنوان مدیر اجرایی و سهامدار عمدهٔ باشگاه حفظ کرد.

## گلزنی‌های بین‌المللی
امتیازات و نتایج، تعداد گل‌های ایرلند شمالی را در ابتدا فهرست می‌کند.
| شماره | تاریخ          | مکان                 | حریف   | گل  | نتیجه | رقابت                         |
| ----- | -------------- | -------------------- | ------ | --- | ----- | ----------------------------- |
| ۱     | ۲ ژوئن ۱۹۹۲    | برمن، آلمان          | آلمان  | ۱–۱ | ۱–۱   | بازی دوستانه                  |
| ۲     | ۳ سپتامبر ۱۹۹۵ | پورتو، پرتغال        | پرتغال | ۱–۱ | ۱–۱   | مقدماتی جام ملت‌های اروپا ۱۹۹۶ |
| ۳     | ۲۰ اوت ۱۹۹۷    | بلفاست، ایرلند شمالی | آلمان  | ۱–۰ | ۱–۳   | مقدماتی جام جهانی ۱۹۹۸        |
| ۴     | ۲۸ مارس ۲۰۰۰   | والتا، مالت          | مالت   | ۱–۰ | ۰–۳   | بازی دوستانه                  |
| ۵     | ۵ سپتامبر ۲۰۰۱ | بلفاست، ایرلند شمالی | ایسلند | ۰–۲ | ۰–۳   | مقدماتی جام جهانی ۲۰۰۲        |